# Ціна
Ціна́ — фундаментальна економічна категорія, яка означає кількість грошей, за яку продавець згоден продати, а покупець готовий купити одиницю товару (певної цінності, в т.ч. нематеріальної, наприклад, знання). Ціна певної кількості одиниць виміру товару складає його вартість, тому правомірно говорити про ціну як грошову вартість одиниці товару/цінності.
Ціна формується на конкурентному (вільному) ринку в результаті численних актів добровільного обміну. Будь-яке регулювання цін, зокрема з боку держапарату, призводить до викривлення роботи цінового механізму.
У випадку, коли одиниця даного товару/цінності обмінюється на певну кількість іншого товару/цінності, його кількість стає товарною (еквівалентною) ціною даного товару.

### Пов'язані терміни
- Диференціація цінова — установлення різного рівня цін на однакову продукцію/цінність у зв’язку з економічними, природними, територіальними й іншими (не)залежними від підприємств розходженнями у витратах на її виробництво, а також з огляду на якість продукції (сортність, клас, тип та ін.) і попит на неї.
- Ліміт цін — максимально допустимі зміни цін, що вводяться на деяких товарних ринках і ринках цінних паперів протягом однієї біржової сесії для відвернення надзвичайних кон'юнктурних цін і пом'якшення впливу спекулятивних факторів на ціни.
- Оцінка майна — встановлення ціни на будь-яке майно шляхом експертизи. Таку оцінку, в основному, здійснюють для податкової служби, страхових розрахунків чи операцій з нерухомістю. Експерт, що надає послуги з оцінки майна, має назву «оцінювач». Для такого виду діяльності потрібно мати ліцензію.
- Ринок двосторонній — ринок, на якому ціни покупця і продавця рівні.
- Розрахунок ціни за методом «прямі витрати плюс прибуток» — нарахування стандартної націнки на собівартість товару.
- Розрахунок ціни на підставі принципу беззбитковості — ціноутворення виходячи з витрат на виробництво, маркетинг і розподіл товару з урахуванням одержання бажаного прибутку.
- Установлення дискримінаційних цін — ціноутворення з урахуванням відмінностей у характеристиках споживачів, товарів або місцезнаходження товару чи послуги. Різниця в цінах не залежить від відмінностей у витратах.
- Установлення єдиної ціни з включеними в неї витратами з доставки — стратегія встановлення ціни за географічним принципом, за якої компанія призначає єдину ціну, включаючи в неї однакову для всіх клієнтів суму транспортних витрат незалежно від місця їх розташування.
- Установлення зональних цін — стратегія встановлення ціни за географічним принципом, за якої компанія виокремлює дві або більше географічні зони. Усі клієнти, що перебувають у межах одної такої зони, платять ту саму сумарну ціну; що більше віддалена зона від постачальника, то вище ціна товару.
- Установлення цін відносно до базисного пункту — стратегія встановлення ціни за географічним принципом, за якої продавець вибирає певне місто як базисний пункт і стягує з усіх клієнтів транспортні витрати в сумі, що дорівнює вартості доставки від цього міста до місцезнаходження клієнта, незалежно від того, з якого міста фактично відвантажується товар.
- Установлення цін для стимулювання збуту — тимчасове призначення на товари цін нижчих за прейскурантні, а іноді навіть нижчих за собівартість, для короткочасного підвищення збуту.
- Установлення цін з узяттям на себе витрат з доставки — стратегія встановлення ціни за географічним принципом, за якої компанія для одержання замовлень частково або повністю бере на себе фактичні витрати з доставки товарів.
- Установлення цін на додаткові товари — установлення цін на додаткові або допоміжні вироби, що продають разом з основним виробом.
- Установлення цін на набір товарів — об’єднання кількох товарів у один набір і продаж його за нижчою ціною.
- Установлення цін на обов’язкове обладнання — установлення цін на товари, які використовуються разом з основним виробом, наприклад, леза для станка для гоління або фотоплівка для фотокамери.
- Установлення цін на побічні продукти виробництва — установлення цін на побічні продукти виробництва для підвищення конкурентоспроможності цін на основні товари.
- Установлення цін у межах товарного асортименту — установлення цінового інтервалу між товарами, що входять до асортиментної групи, з огляду на різницю в їхній собівартості, на оцінку споживачами їхніх властивостей, а також на ціни конкурентів.
- Установлення цін, орієнтованих на цінність — стратегія, заснована на пропонуванні споживачам розумного поєднання якості товара/цінності і доброго обслуговування за прийнятною ціною.
- Установлення ціни з урахуванням психології покупця — підхід до ціноутворення, що враховує не тільки економічний, а й психологічний аспект ціни. За цього підходу покупець саме з ціни узнає щось важливе про товар/цінність.
- Установлення ціни на основі закритих торгів — установлення ціни насамперед з огляду на передбачувані ціни конкурентів, а не на власні витрати або попит. Застосовується в тому разі, коли компанія подає заявку на виконання контракту.
- Установлення ціни ФОБ в місці походження товару — стратегія встановлення ціни за географічним принципом, за якої товари передаються перевізнику на умовах франко-борт (франко-вагон); при цьому всі витрати з доставки товару від підприємства-виготовлювача до місця призначення бере на себе клієнт.

## Економісти про ціни

### Адам Сміт
Посуха в Бенгалії кілька років тому, ймовірно, спричинила дуже великий голод. Деякі неправильні правила, деякі нерозсудливі обмеження, накладені слугами Ост-Індійської

компанії на торгівлю рисом, можливо, сприяли перетворенню цієї посухи на голод. Коли уряд, щоб усунути незручності дефіциту, наказує всім торговцям продавати свою кукурудзу за, на його думку, розумною ціною, це або заважає їм вивозити її на ринок, що іноді може призвести до голоду навіть на початку. сезону; або, якщо вони приносять його туди, це дає людям можливість і тим самим заохочує їх споживати його так швидко, що неодмінно спричинить голод до кінця сезону. (Адам Сміт, "Багатство народів")

### Людвіг фон Мізес
Ціни – це ринкове явище… Вони є підсумком певної сукупності ринкових даних, дій і реакцій учасників ринкового суспільства. Марно розмірковувати про те, якими були б ціни, 

якби деякі визначальні показники були б іншими… Не менш марно розмірковувати про те, якими мають бути ціни. Кожному приємно, якщо ціни на речі, які він хоче купити, падають, а ціни на речі, які він хоче продати, зростають… Будь-яка ціна, визначена на ринку, є необхідним результатом взаємодії діючих сил, тобто попиту та пропозиції. Якою б не була ринкова ситуація, що сформувала цю ціну, для неї ціна завжди адекватна, справжня і реальна. Вона не може бути вищою, якщо не з’явиться учасник, готовий запропонувати більше, і не може бути нижчою, якщо не з’явиться продавець, готовий постачати за нижчою ціною. Тільки поява таких людей, готових купити або продати, може змінити ціни. Економіка… не розробляє формул, які дозволили б розрахувати «правильну» ціну, яка відрізнялася б від тієї, що встановлюється на ринку взаємодією покупців і продавців… Це також стосується монопольних цін… Ніякий, нібито, «пошук фактів» і жодні диванні спекуляції не можуть виявити іншу ціну, за якої попит і пропозиція будуть рівними. Провал усіх експериментів з метою знайти задовільне рішення для випадку монополії на комунальні послуги на обмеженій території чітко доводить цю істину. (Людвіг фон Мізес, "Людська діяльність")

## Див.також
- Невидима рука ринку
- Прейскурант
- Цінова дискримінація
- Ціноутворення